# Stilpnaspis fuscocinctum
Stilpnaspis fuscocinctum is een keversoort uit de familie bladkevers (Chrysomelidae). De wetenschappelijke naam van de soort werd in 1929 gepubliceerd door Spaeth.